# Церква Покрови Пресвятої Богородиці (Михайлівка)
Церква Покрови Пресвятої Богородиці в Михайлівці — парафія і храм греко-католицької громади Мельнице-Подільського деканату Бучацької єпархії Української греко-католицької церкви в селі Михайлівка Чортківського району Тернопільської области.
Оголошена пам'яткою архітектури місцевого значення (охоронний номер 415).

## Історія церкви
Перша згадка про парафію датується 1784 роком. Вона була греко-католицькою до 1946 року, а потім знову стала такою у 1990 році.
Храм був збудований у 1854 році. У 1993 році його заново розписав Петро Стадник, а у 2008 році він відновив розпис іконостасу. До 1944 року в селі також діяв василіанський монастир.
При парафії діють:
- Братство «Апостольство молитви» (з 1992 року).
- Спільнота «Матері в молитві» (з 2012 року).

На території парафії є фігурки Матері Божої та хрести парафіяльного значення.

## Парохи
- о. Василь Мох,
- о. Антін Драгомирецький,
- о. Богдан Боднар (1990—1998),
- о. Василь Мадик (з 1998).